# Cavalera Conspiracy
Cavalera Conspiracy – grupa muzyczna powstała w 2007 z inicjatywy braci Maxa i Igora Cavalerów, odpowiednio gitarzysty i wokalisty oraz perkusisty, w przeszłości występujących wspólnie w zespole Sepultura.

## Historia
Inicjatywa powstania projektu zrodziła się po pojednaniu braci Maxa i Igora Cavalera w 2006, wcześniej do końca 1996 grających razem w grupie Sepultura. Pierwotnie ich nowa grupa miała się nazywać Inflikted, ale ostatecznie przybrała nazwę Cavalera Conspiracy. Bracia zaprosili do współpracy gitarzystę Marca Rizzo z Soulfly i basistę Joe Duplantiera z francuskiej grupy Gojira. W tym składzie zespół zarejestrował album zatytułowany Inflikted, z gościnnym udziałem basisty Rexa Browna oraz Ritchiego Cavalera, wydany 25 marca 2008 nakładem Roadrunner Records.
9 czerwca 2008 Cavalera Conspiracy wystąpił w warszawskim klubie „Stodoła”. Oprócz utworów z nowej płyty, zespół zagrał także cztery utwory z repertuaru Sepultury, m.in. „Attitude”, „Territory” oraz finalne „Roots Bloody Roots”.
28 marca 2011 ukazał się drugi album pt. Blunt Force Trauma. Zarówno przy pierwszej, jak i przy drugiej płycie z grupą współpracował producent muzyczny Logan Mader.
Do 2013 gitarzystą basowym koncertowym i sesyjnym grupy był Johny Chow, który skupił się na grze w zespole Stone Sour; jego następcą w grudniu 2013 został Nate Newton z formacji Converge.
Potem, nakładem Napalm Records 4 listopada 2014 ukazał się trzeci album CC pt. Pandemonium oraz 17 listopada 2017 czwarta płyta pt. Psychosis.
Latem 2021 ogłoszono odejście Marca Rizzo ze składu Soulfly i zakończenie jego współpracy z Maxem Cavalerą.

## Muzycy
| Obecny skład zespołu - Max Cavalera – śpiew, gitara (od 2007) - Igor Cavalera – perkusja (od 2007) - Mike Leon – gitara basowa (od 2018) |  | Byli członkowie zespołu - Joe Duplantier – gitara basowa (2007-2008) - Johny Chow – gitara basowa (2008-2012) - Nate Newton – gitara basowa (2013-2015) - Marc Rizzo – gitara (2007-2021) |  | Muzycy koncertowi - Tony Campos – gitara basowa (2012-2013, 2014-2015) - Greg Hall – perkusja (2011) - Zyon Cavalera – perkusja (2011) - Johny Chow – gitara basowa (2015-2016) |

## Dyskografia

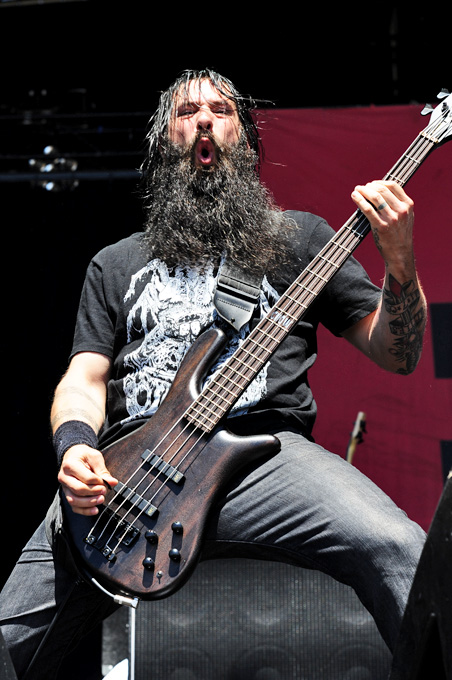
Johny Chow, 2012

| Inflikted                               | - Data: 25 marca 2008 - Wydawca: Roadrunner Records    | 72  | 47  | 21 | 27 | 70 | 27 | - USA: 9 tys.+   |
| Blunt Force Trauma                      | - Data: 28 marca 2011 - Wydawca: Roadrunner Records    | 123 | 92  | 35 | 46 | 59 | 45 | - USA: 5 tys.+   |
| Pandemonium                             | - Data: 31 października 2014 - Wydawca: Napalm Records | 178 | 182 | –  | –  | 78 | 88 | - USA: 2,6 tys.+ |
| Psychosis                               | - Data: 17 listopada 2017 - Wydawca: Napalm Records    | –   | –   | –  | –  | 61 | 78 |                  |
| „–” oznacza, że album nie był notowany. |                                                        |     |     |    |    |    |    |                  |

## Teledyski
| Tytuł                    | Rok  | Reżyseria        | Album              | Źródło |
| ------------------------ | ---- | ---------------- | ------------------ | ------ |
| „Sanctuary”              | 2008 | Rozan & Schmeltz | Inflikted          | [ 22 ] |
| „Killing Inside”         | 2011 | –                | Blunt Force Trauma | [ 23 ] |
| „Babylonian Pandemonium” | 2014 | –                | Pandemonium        | [ 24 ] |
| „Spectral War”           | 2017 | –                | Psychosis          | [ 25 ] |